# Bing Health
Bing Health (anteriormente Live Search Health) es un servicio de búsqueda relacionado con la salud parte del motor de búsqueda Bing de Microsoft. Es un motor de búsqueda específicamente para obtener información relacionada con la salud mediante una variedad de fuentes de confianza y creíbles, incluso Medstory, la Clínica Mayo, National Institutes of Health's, MedlinePlus, así como la Wikipedia.

## Historia
Bing Health viene por el resultado de adquisición de Microsoft "Medstory" en febrero de 2007, ganando un punto de apoyo en la búsqueda de salud y el mercado de información de salud. fue lanzado en beta en el 8 de octubre de 2007 como Live Search Health y sirvió como el front-end para búsqueda de Microsoft HealthVault. Resultados de búsqueda en Live Search Health se presentaron en un diseño de tres columnas con artículos relacionados con la salud de los orígenes de confianza en los resultados de búsqueda web izquierdo, en el medio y patrocinado por resultados sobre el derecho. El dashboad tema en la parte superior también muestra los temas pertinentes y que los usuarios puedan agregar los resultados de búsqueda para su álbum en cuenta de Microsoft HealthVault. Una característica particular de Live Search Health es que todas las consultas de búsqueda de la salud y las respuestas fueron cifradas para proporcionar una medida de privacidad y seguridad al tratar con problemas de salud.
Sin embargo, el 3 de junio de 2009, la salud de búsqueda Live plenamente pasó a ser integrado en resultados de búsqueda Bing, accesibles solo a través del "panel de Explorer" de la izquierda cuando el motor de búsqueda contextual detecta una búsqueda relacionados con la salud consulta especificada.